# Fistulatus monkoboensis
Fistulatus monkoboensis är en insektsart som beskrevs av Su-qin Shang och Zhang 2003. Fistulatus monkoboensis ingår i släktet Fistulatus och familjen dvärgstritar. Inga underarter finns listade i Catalogue of Life.